# Lehnacker

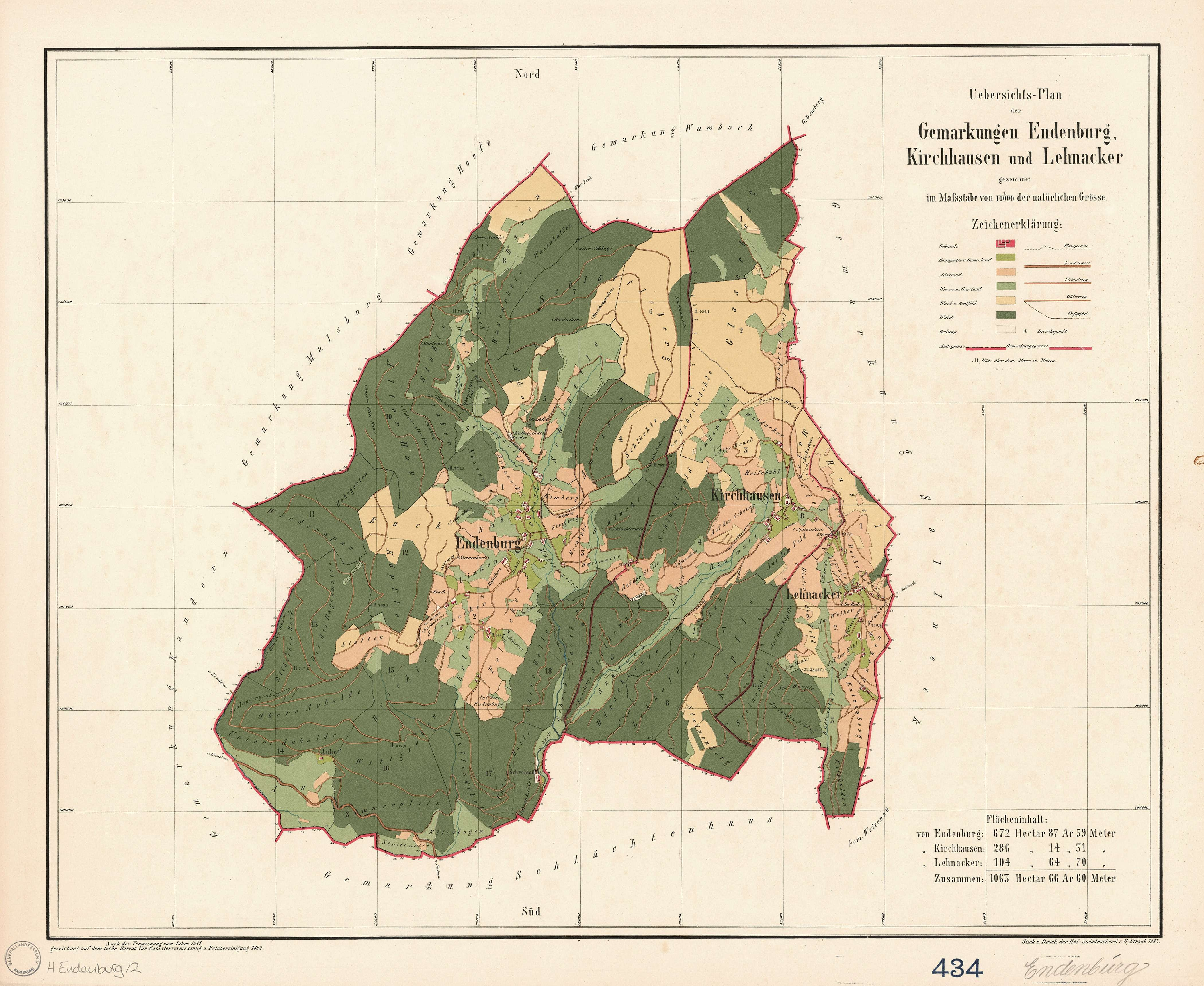
Karte von Lehnacker, Kirchhausen und Endenburg (1881)

Lehnacker ist ein 104 Hektar umfassender, zu Endenburg gehörender Wohnplatz der Gemeinde Steinen in Baden-Württemberg. Der Dorfkern befindet sich auf 682 m ü. NN und ist über drei asphaltierte Straßen erreichbar. Gleichzeitig ist der Wohnplatz die nordöstlichste Fläche im Gemeindegebiet von Steinen.

## Lage
Von Westen führt die Straße von Kirchhausen (624 m) in einer Serpentine über 1,8 Kilometer hinauf nach Lehnacker. Vom südlich gelegenen Fahrnbuck (415 m) führt die 3,3 Kilometer lange Straße ebenfalls zum Wohnplatz, was einer durchschnittlichen Steigung von 8,0 % entspricht. Weiterhin ist Lehnacker von Norden durch die Kreisstraße 6309 über Sallneck (611 m) zu erreichen, von wo aus eine Verzweigung in Richtung Wies und eine nach Tegernau geht. Die Passhöhe von Lehnacker liegt auf rund 730 m ü. NN auf der Kreisstraße (Lage), die etwas oberhalb des Hauptbesiedlungsgebietes liegt.
Die Höhenstraße zwischen Lehnacker, Kirchhausen und Endenburg ermöglicht bei guten Sichtbedingungen einen Ausblick auf die Alpen.

## Tourismus und Verkehr
Im Dorf gibt es den Gasthof Zur Tanne der auch Gästezimmer anbietet. Der Ort ist durch die Buslinie 7305 der Südbadenbus mit Wieslet und Steinen verbunden, wo Anschluss an die Wiesentalbahn besteht.